# I Croods - Le origini
I Croods: Le origini (Dawn of the Croods) è una serie televisiva animata americana in 2D prodotta da DreamWorks Animation. La serie, basata sul film d'animazione del 2013 I Croods, si svolge prima degli eventi del film. È stata distribuita per la prima volta il 24 dicembre 2015 su Netflix. La seconda stagione è stata distribuita il 26 agosto 2016, la terza stagione il 7 aprile 2017 e la quarta stagione il 7 luglio 2017. Sam Riegel è stato il direttore del doppiaggio per le prime due stagioni mentre Brendan Hay lo ha sostituito nelle restanti due.
In Italia la serie è stata trasmessa su DeA Kids dal 29 febbraio 2016 in anteprima e dal 7 marzo successivo in maniera regolare e in chiaro su Super!.

## Trama
La serie animata narra le avventure vissute dalla famiglia di cavernicoli Croods, prima dell'omonimo film, all'epoca in cui vivevano nella valle Ahhh! insieme ad altri personaggi e vari animali, come gli orsi gufo.

## Personaggi

### Personaggi principali
- Grug: padre di famiglia, dal carattere testardo e impulsivo, nonché baronico. Ama molto la sua famiglia, benché spesso si trovi a discutere con sua suocera.
- Ugga: madre di famiglia, a differenza degli altri ha un carattere gentile e civilizzato, ma spesso si è dimostrata anche aggressiva e protettiva nei confronti dei suoi figli.
- Hip (Eep): figlia maggiore, una ragazza adolescente conformista e sociale, ma anche determinata, spericolata e impulsiva. Ama il brivido e l'avventura, e presta particolare attenzione generalmente quando deve fare bella figura con i suoi amici, ma nonostante questo lei ama la sua famiglia, e sembra volere molto bene a suo padre.
- Tonko (Thunk): figlio mediano, di carattere ottuso, sensibile e sognatore. Ha una gran grinta, ma a causa della sua goffaggine viene spesso preso in giro, facendo anche sfigurare il padre, che ammira e idolatra.
- Sandy la figlia minore, una bambina selvaggia, aggressiva e non molto loquace, anzi non parla quasi mai, si esprime spesso con versi animaleschi. Ma nonostante tutto, lei adora il suo orsetto di pezza, e aggredisce chiunque osi toccarlo.
- Nonna (Gran): madre di Ugga, dal carattere testardo e baronico, oltre che spericolato. Spesso si ritrova a discutere con il genero, benché lei faccia di tutto per provocare la sua poca pazienza, ma alla fine finisce quasi sempre per concordare con lui.

## Doppiaggio
| Personaggio   | Doppiatore originale | Doppiatore italiano |
| ------------- | -------------------- | ------------------- |
| Grug          | Dan Milano           | Dario Oppido        |
| Ugga          | Cree Summer          | Laura Boccanera     |
| Hip (Eep)     | Stephanie Lemelin    | Gaia Bolognesi      |
| Tonko (Thunk) | A.J. Locascio        | Luigi Morville      |
| Sandy         | Grey Griffin         | Paola Majano        |
| Nonna (Gran)  | June Foray           | Paola Giannetti     |
| Squawk        | Dee Bradley Baker    | Luca Dal Fabbro     |

Il doppiaggio italiano, similmente a quello originale, presenta un cast di doppiatori differente da quello del film.
Il doppiaggio è stata svolto presso lo studio La BiBi.it sotto la direzione di Guido Micheli e Gerolamo Alchieri con l'assistenza di Alessia Marziano. I dialoghi sono stati curati da Jacopo Casini, Giulia Gabriotti e Alessia Mercuri mentre la sonorizzazione è stata svolta dallo studio N.C. mentre il mixage da Riccardo Canino. L'edizione italiana è stata supervisionata da Benedetta Del Nero, con il coordinamento di Andrea Castelli e il coordinamento organizzativo di Claudio De Angelis.

## Episodi
| Stagione         | Episodi | Prima TV USA | Prima TV Italia |
| ---------------- | ------- | ------------ | --------------- |
| Prima stagione   | 13      | 2015         | 2016            |
| Seconda stagione | 13      | 2016         | 2016            |
| Terza stagione   | 13      | 2017         | 2017            |
| Quarta stagione  | 13      | 2017         | 2017            |

## Produzione
Al contrario dell'omonimo film, la serie è animata in 2D. I creatori della serie volevano renderlo più "cartoonesco", ma trovare "squash e stretch" in CG troppo costoso per la televisione. Diverse tecniche di animazione hanno anche aiutato la serie a distinguersi dal film, che è stato mostrato contemporaneamente su Netflix. I primi tre episodi furono animati dalla Toon Boom Harmony della Bardel Entertainment di Vancouver. La DreamWorks ha scoperto presto che Harmony non era la soluzione migliore per animare scene che contenevano più personaggi contemporaneamente. Il resto degli episodi è stato tradizionalmente disegnato a mano dagli studi della Corea del Sud: EMation, NE4U e Dong Woo Animation.

## Riconoscimenti
- 2016 - Annie Award[11]
  - Nomination per la miglior scenografia in una produzione televisiva d'animazione a Jonathan Pyun, Aaron Spurgeon, Baptiste Lucas, Margaret Wuller e Ethan Becker (per l'episodio "A caccia di... verdure")
  - Nomination per la miglior voce in una produzione televisiva d'animazione a Grey Griffin (per Lerk) e Laraine Newman (per Amber)